# Agathocles
Agathocles (abbreviato in AG) è un gruppo grindcore belga formatosi a Mol nel 1985. È conosciuto per la grande produzione di split EP con altri gruppi. Suonano uno stile di grindcore da loro stessi ribattezzato "mincecore". Secondo il cantante e membro storico del gruppo, Jan Frederickx, il mincecore è simile al grindcore degli anni ottanta: duro, minimalista, socialmente e politicamente impegnato.
Il gruppo milita anche per la difesa degli animali.
La formazione del gruppo è cambiata diverse volte dalla sua nascita; l'unico membro originale rimasto è Jan Frederickx (o Jan AG).

## Storia

### Anni ottanta
Gli Agathocles nascono a Mol, una cittadina belga della Provincia di Anversa, nelle Fiandre, ispirati ad un suono simile a quello di altri gruppi musicali quali Neos, Accursed Bludgeon, Lärm o Hellhammer. Nonostante la band non sia stata formata fino al 1985, i suoi membri originali (Jan ed Erwin) sono coinvolti nella scena underground metal e punk sin dagli inizi degli anni ottanta, incidendo compilation su musicassette e pubblicando fanzine. La maggior parte dei nastri da loro registrati nel primo anno di collaborazione sono andati persi; solo alcuni sono sopravvissuti, principalmente proprio grazie alla loro apparizione su alcune compilation dell'epoca.
Gli Agathocles incominciano con i concerti nel 1985, in queste prime esibizioni il pubblico è ancora scarso a causa della poca diffusione del tipo di musica estrema suonata dalla band. Contemporaneamente il gruppo fa qualche apparizione in radio venendo intervistato da una stazione locale.
Nel 1987 la formazione della band si assesta, anche se temporaneamente, ed è composta da Jan, Ronny ed Erwin. La band in questo periodo trova anche una sala prove dove poter suonare in tranquillità, senza esser cacciata a causa del gran rumore provocato come successo nelle varie sale prove della città. Questo luogo è un club giovanile a Mol, chiamato "Jam", dove il gruppo incide molte compilation e organizza piccoli concerti. Suonano anche con diverse band che nei futuri anni diventeranno molto famose nel panorama del metal estremo, tra le quali, Napalm Death, Pestilence e più tardi Extreme Noise Terror, oltre a gruppi minori come Violent Mosquitos e Total Mosh Project.
Le prime uscite in termini discografici degli Agathocles sono del 1988, vengono registrati lo split EP If This Is Gore, What's Meat Then con Riek Boois e la loro prima pubblicazione solista Cabbalic Gnosticism, entrambi sono incisi su musicassetta. Altro materiale è registrato in questo periodo, anche se nulla viene ancora pubblicato. In questo periodo la band ha 4 membri, Jakke si è aggiunto alla chitarra nel dicembre dell'anno precedente, così da permettere a Jan di concentrarsi unicamente sulla voce.
Un altro chitarrista, Guy, entra a far parte del gruppo un anno più tardi, nel 1989, e lo split LP Supposed it was you con la band Drudge è registrato e pubblicato su Deaf Records, così come diversi altri EP. Verso la fine dell'anno, la formazione cambia ancora una volta, con il bassista Ronny che lascia la band e il chitarrista Jakke che prende il suo posto.

### Anni novanta
Un importante cambiamento della formazione si verifica nel maggio 1990 quando Jan, stanco degli altri membri del gruppo, li allontana e trova due nuovi componenti, Domingo Smets alla chitarra e Burt Beyens alla batteria; Frederickx passa al basso. Domingo e Burt vengono entrambi dalla poco conosciuta band grindcore belga Necrosis, che ha registrato solo un demo nel 1990. Con la nuova formazione la band cessa di suonare nei dintorni di Mol, spostandosi a Zichem, città del loro batterista. Diversi EP sono pubblicati nel corso dello stesso anno e, grazie alla crescente popolarità del gruppo, fanno concerti in Danimarca e Belgio, e partono per un mini tour con la band grindcore giapponese SxOxB.
Ulteriori cambiamenti si verificano nel corso degli anni successivi. L'ex batterista Erwin torna per un breve periodo nel 1991, stavolta al basso. Domingo Smets lascia il gruppo, riducendo la band con una formazione a tre strumenti, durante la registrazione del loro EP Agarchy nel mese di luglio. Tuttavia gli Agathocles ritornano presto ad una formazione a 4 con Chriss Ons che sostituisce Domingo Smets. È con questa formazione che registrano l'album Theatric Symbolisation Of Life. Verso la fine dell'anno, Erwin lascia di nuovo la band e viene sostituito da Dirk Vollon.
Nell'estate del 1991, gli Agathocles fanno un altro breve tour, questa volta in Germania, con la cantante Tuur proveniente dalla band Reign Of Terror. Poiché Chriss Ons non può partecipare al tour con la band, con Tuur alla voce, Jan lo sostituisce alla chitarra.
Nel maggio 1992 il chitarrista e il bassista, Chriss Ons e Dirk Vollon, abbandonano tutto per formare una propria band. Gli Agathocles trovato un nuovo chitarrista in Steve (della grindcore band Intestinal Disease), Jan Frederickx suona il basso e canta. Questa formazione registra due LP, Cliché? e Use Your Anger, e il gruppo si esibisce nel suo primo concerto in Italia a Macomer, in Sardegna.
La band, negli anni seguenti, rimane con 3 componenti: Jan, Burt e Steve. Nel 1993 partono per un grande tour in Europa, visitando il Belgio, la Repubblica Ceca, la Slovacchia, la Germania e i Paesi Bassi, e registrano diversi split EP. Nel luglio 1994 si esibiscono in Spagna, dove registrano anche l'EP Mince Mongers In Barna nella sala prove del gruppo mincecore iberico Violent Headache. Anche il CD Black Clouds Determinate è registrato in questo anno.
Nel 1995, gli Agathocles registrano il loro album Razor Sharp Daggers e partecipano alla compilation Metalopolis, pubblicata dalla stazione radio belga Studio Brussel. In estate un nuovo chitarrista, Matty, entra nel gruppo al posto di Steve.
All'inizio del 1996 vanno in tournée in Turchia, suonando insieme alla band Radical Noise, e successivamente in Repubblica Ceca con i Malignant Tumor. Durante questo tour la band realizza un video a favore di una associazione ceca che difende i diritti degli animali. Lo stesso anno registrano l'album Thanks For Your Ostility, altri split EP e una studio session nella stazione radio Studio Brussel. Un'altra esibizione viene registrata l'anno dopo, questa volta negli studi della BBC in Inghilterra, dove sono protagonisti di una Peel Session, allo stesso modo di molte altre famose band grindcore. Il 1997 è anche l'anno in cui pubblicano l'album Humarrogance (come pure diversi altri EP) e fanno un tour in Germania con i Driller Killer. In novembre la band ritorna ad essere una formazione a quattro, con l'adesione di Vince come bassista.
La tournée in Germania con i Driller Killer viene ripetuta nel 1998, prima che Matty e Vince lascino la band nel mese di giugno e Dirk rientri a farne parte come chitarrista, con Jan al basso. Questa nuova formazione, con Jan, Burt e Dirk, registra altri split EP ed intraprende un tour in Repubblica Ceca e Slovacchia. Si esibiscono anche in altri concerti con varie importanti band della scena underground come Unholy Grave, My Minds Mine e Malignant Tumor.

### Anni duemila
Nel 2000, gli Agathocles pubblicano il loro sesto album, To Serve… to Protect, distribuito dall'etichetta italiana Vacation House (poi riedito, con aggiunta di bonus tracks, dalle etichette brasiliane No Fashion HC e Heavy Metal Rock). Nel 2019 Jan partecipa al documentario per il ventennale dell'Obscene Extreme Festival in Repubblica Ceca, al quale hanno preso parte ogni anno.

## Membri

### Membri attuali
- Jan Frederickx - chitarra, voce
- Nils Laureys - batteria
- Bram Criekemans - basso

### Membri precedenti
- Erwin Vandenbergh - batteria (1985-1990)
- Ronny - basso (1987-1989)
- Jakke - chitarra (1987-1990)
- Guy - chitarra (1989-1990)
- Domingo Smets - chitarra (1990)
- Dirk - basso (1991-1992)
- Chris - chitarra (1991-1992)
- Steve - chitarra (1992-1995)
- Matty Dupont - chitarra (1995-1998) (Emeth, Aborted)
- Burt Beyens - batteria (1990-2002)
- Roel Tulleneers - batteria (2002-2007)
- Dirk Cuyks - chitarra (1998-2007)
- Tony Schepkens - basso (2007-2008)

## Discografia

### Demo
- 1987 - Rehearsal 21/11/1987
- 1988 - Live In Gierle, 1988
- 1988 - Cabbalic Gnosticism
- 1988 - If This Is Gore, What's Meat Then?
- 2001 - Your Life??? What A Waste!!
- 2007 - Mince-core For Passion, Not For Fashion

### Album in studio
- 1992 - Theatric Symbolisation of Life
- 1994 - Black Clouds Determinate
- 1995 - Razor Sharp Daggers
- 1996 - Thanks for Your Hostility
- 1997 - Humarrogance
- 2000 - To Serve... To Protect
- 2001 - Superiority Overdose
- 2006 - Mincer
- 2008 - Grind Is Protest
- 2009 - Obey Their Rules
- 2010 - This Is Not a Threat, It's a Promise
- 2012 - Kanpai!!
- 2016 - Commence to Mince
- 2018 - We Just Don't Fit
- 2020 - Baltimore Mince Massacre

### Split album
- 1988 - Delirium Tremens / If This Is Gore, What's Meat Then (con Riekboois)
- 1990 - Agathocles / Disgorge (con Disgorge)
- 1990 - Morally Wrong / Grind 'Till Deafness (con Violent Noise Attack)
- 1990 - Suppose It Was You / Untitled (con Drudge)
- 1991 - The Belgian Campaign For Musical Destruction Continues! (con Acoustic Grinder, Hiatus e Private Jesus Detector)
- 1991 - Agathocles / Lunatic Invasion (con Lunatic Invasion)
- 1991 - Let There Be Snot! / Let It Be For What It Is (con Smegma)
- 1991 - Traditional Rites (con Blood)
- 1991 - Hail to Japan / Untitled (con Psycho)
- 1992 - At the Sight of the Foul Offal... / Untitled (con Putrid Offal)
- 1992 - Stupid War (con Shit-700)
- 1992 - The Master of Noise (con Anal Cunt, Meatshits, Minutes of Nausea ed End of Silence)
- 1992 - Who Profits? Who Dies? / Untitled (con Morbid Organs Mutilation)
- 1993 - Contra las Multinacionales Asesinas Acción Directa / Starvation (con Violent Headache)
- 1993 - Agathocles / Cripple Bastards (con Cripple Bastards)
- 1993 - Split-Tape \'93 (con Epilepsija ed Extreme Smoke)
- 1993 - War Scars / Dethrone Christ (con Kompost)
- 1993 - Blind World / Who Shares the Guilt?
- 1994 - Jebi Se / Mince (con Patareni)
- 1994 - Throne Of Apprehension / Provoked Behaviour (con Charred Remains)
- 1994 - Audiorrea / Agathocles
- 1994 - Pigs in Blue / In the Grave of Noise
- 1994 - Live in Mannheim
- 1994 - Is It Really Mine / Trying to Breakout
- 1994 - Our Freedom - A Lie / Wiped from the Surface
- 1995 - Screenfreak / Cgarchy
- 1995 - Untitled / Systemphobic
- 1996 - Agathocles / Krush
- 1996 - Agathocles / Voltifobia
- 1996 - Bastard Breed, We Don't Need! / The Mirror of Our Society
- 1996 - Cheers Mankind Cheers / Asian Cinematic Superiority
- 1996 - For Arrogance / Autoritär
- 1996 - Duplication of Hatred Volume I
- 1996 - Agonies / No Gain - Just Pain
- 1997 - Agathocles / Dischord / Grossmember / O.P.C.
- 1997 - Agathocles / Hypo-Christians
- 1997 - Robotized / Böses Blut
- 1997 - Cold As Ice / I've Never Been to the States But I've Gone Through Hell
- 1997 - Just Injust / Untitled
- 1997 - Respect / Stained
- 1997 - Society of Steel / Fuck Your Values
- 1997 - 3 Minches Of Noise
- 1998 - Pressure / Human Fraud
- 1998 - Rotten Fake
- 1998 - Untitled / And Now Something Completely Different...
- 1998 - Mental Retard Individuals
- 1998 - Spud
- 1998 - Agathocles / Bad Acid Trip
- 1998 - Raised By Hatred / Hunt Hunters
- 1998 - Smash The Brain / Agathocles
- 1998 - Report / Man is the Cruelest Animal
- 1999 - Irritate / Agathocles / New York Against The Belzebu
- 1999 - Self Destroying Prophecy / Black Army Jacket
- 1999 - Split Tape 99
- 1999 - Tear Off The Mask / Gotcha!
- 1999 - Poisonous Profit / The Malevolent
- 1999 - Looking for an Answer / Agathocles
- 2000 - Agathocles / Disreantiyouthhellchristbastardassmanx
- 2000 - Agathocles / Kontatto
- 2000 - Basta !! / Leads To......
- 2000 - Jan AG & The Gajna / Agathocles
- 2000 - Stop The Abuse! / How Much Blood Do You Need Yet?
- 2000 - To Serve... / Ord Och Inga Visor
- 2000 - ... And Man Made the End / Belgium's Little Cesspool
- 2000 - .....To Protect / Rotten World But No Bore Shit!!
- 2000 - Democracide / Live In Slovakia
- 2000 - Even Shakespeare Fed the Worms / Piles Left to Rot
- 2000 - Trash / Depressor
- 2000 - We Never Forget !!! / Glass Eyes
- 2000 - Worship / Agathocles
- 2001 - Abortion / Agathocles / Din-Addict / Malignant Tumour
- 2001 - Having Fun With Satan / Emoc T'now Modgnik Yht!
- 2001 - He Cared... They Don't / Lepz in Yo Hood
- 2001 - Mutilation / We Hate Hungarian Scene
- 2001 - Agathocles / Axed Up Conformist
- 2002 - Agathocles / Urban Struggle
- 2002 - Benefits to Food Not Bombs
- 2002 - Live In Aalst, Belgium, 1989 / Godstomper
- 2002 - Splittape\'02
- 2002 - No Ear For You / Rollercoaster
- 2002 - Ice-Brick / Mortal Gonorrhea
- 2003 - Chop Off Their Trust / Untitled
- 2003 - Retardation / Spiced With Elektrokill
- 2003 - Agatho Grave
- 2003 - The Story Of The World In Flames / Hand In Hand
- 2003 - Cruelty for Popularity / Sodan Sankareita
- 2003 - Live In Stavenhagen 1998 / Kaosa Turnigo
- 2004 - Cash And Traps / 100% Fat Ass Drunk 'N' Roll
- 2004 - Kicked And Whipped / Untitled
- 2004 - Untitled / Your Standards
- 2004 - Water / Class Wars
- 2004 - World Downfall / Agathocles
- 2004 - Agathocles / Kadaverficker
- 2004 - Agathocles / The Mad Thrashers
- 2004 - Live In Leipzig 2003 / ... Our Last Beer(s)
- 2005 - Belgian Campaign For Musical Destruction
- 2005 - Frost Bitten Death / Nolme
- 2006 - Live In Mol, 1987 / It Never Ends
- 2006 - Twisting History / Seeds Of Cruelty
- 2006 - For What? For Who?	[1 review, 40%]
- 2007 - Agathocles / Bestial Vomit
- 2007 - At Random / Untitled
- 2007 - Bastard Breed / Sad Monkey
- 2007 - Hippies Use Backdoor - No Exceptions / Aftermath Of War
- 2007 - Letokruhy Osudu / Death To Capitalist Noisecore
- 2007 - Matadores del Libertad / Bagarre
- 2007 - Untitled / Anti Reclusion
- 2007 - Agathocles / Desecrator
- 2007 - Agathocles / Torture Incident
- 2007 - Solution Or Prob?
- 2007 - Alexandra's End / Mincing the Fascist
- 2007 - Agathocles / Amoclen
- 2008 - Agathocles / Archagathus
- 2008 - Agathocles / Armatura
- 2008 - Agathocles / Noisebazooka
- 2008 - Agathocles / The Lettuce Vultures
- 2008 - Seven Minutes of Nausea / Agathocles
- 2008 - The Hit / Viva Vinyl
- 2008 - Agathocles / The Vanishing Act
- 2008 - Agathocles / Untamed
- 2008 - Haemophagus / Agathocles
- 2008 - Untitled / You're Not Real
- 2008 - Agathocles / J. Briglia, L. Butler, D. Schoonmaker & J. Williams
- 2008 - Cü Sujo / Agathocles
- 2008 - Sociedad Konsumida!
- 2009 - Agathocles / Archagathus II
- 2009 - Agathocles / Idiot Convention
- 2009 - GATT / Agathocles
- 2009 - Imaginary Boundaries
- 2009 - Jack / Agathocles / Mizar
- 2009 - Arbeit Macht Krank! / Mine Own Redeemer!
- 2009 - Agathocles / VRV
- 2009 - Agathocles / Disleksick
- 2009 - Agathocles / Generation Spasfon
- 2009 - Agathocles / Tinner
- 2009 - Progress of Civil Annihilation
- 2010 - Agathocles / Sissy Spacek
- 2010 - Agathocles / Simbiose
- 2010 - Agathocles / GAP / ShitFuckingShit - Yes we are monsters
- 2010 - Punk Attitude
- 2010 - Agathocles / Kingterror
- 2011 - Agathocles / Kazamate
- 2011 - Agathocles / Sposa in Alto Mare ("Grind Pope" split)
- 2013 - Agathocles / Vatican City Syndrome ("Yukmouth Rises Again" / "Entartete Kunst EP" split)
- 2018 - Agathocles / GodCum - The True Face of Society
- 2019 - Agathocles / Deep
- 2019 - Weedeous Holocaust / Agathocles
- 2019 - Anti-Society
- 2019 - Agathocles / Full Contact
- 2019 - Toxocara Canis / Agathocles
- 2019 - Neo-Fascist Flemish System
- 2019 - Chaotica Existence
- 2019 - Terrorismo Antisonoro
- 2019 - Agathocles / Junt
- 2019 - Agathocles / Capital Scum
- 2019 - Agathocles/ Antikult
- 2019 - Vomitar sobre el Sistema
- 2019 - Diputados, How Much?
- 2022 - Agathocles / Antisgammo Split
- 2022 - Agathocles / Marcio Dentro Split (con Marcio Dentro)

### Album dal vivo
- 1990 - Sociopath
- 1992 - Culture of Degradation
- 1992 - Cliché?
- 1994 - Kill Your Fucking Idols
- 1995 - Live in Mol, Belgium (30/12/89)
- 1996 - 30 Songs about Love and Hate
- 1997 - Live and Noisy
- 1999 - Live in Leipzig, Germany 1991
- 2003 - Alive & Mincing
- 2007 - Senseless Trip
- 2009 - Live in Chile
- 2009 - Reds at the Mountains of Death
- 2010 - Abrir las puertas
- 2010 - Matadores del libertad
- 2011 - Live in Lima, Peru 2007
- 2011 - Full On in Nippon
- 2016 - Mincing Through the Maples
- 2017 - Beerhouse Live (Brazil Tour 2013)
- 2017 - Bulldozing Bucharest
- 2017 - Live at Industry of Noise
- 2017 - Total Fucking Chimpoggerthocles • Live at Chimpyfest 2016
- 2018 - Commence to Mince

### Raccolte
- 1991 - Mincecore Not Wargore: Collection Tape '88-'90
- 1993 - Use Your Anger
- 1996 - Back to 1987
- 1996 - The LPs: 1989-1991
- 1997 - Agarchy - Use Your Anger
- 1997 - Until It Bleeds
- 1998 - Agathocles
- 1998 - Destroy To Create
- 1998 - Mince Core
- 2000 - Mince Core History 1985-1990
- 2001 - Keep Mincing
- 2001 - Mince Core History 1989-1993
- 2002 - Until It Bleeds Again (1994-1999)
- 2003 - To Serve... To Protect / Leads To...
- 2006 - Mince Core History 1993-1996
- 2008 - Mince Core History 1996-1997
- 2009 - Hunt Hunters
- 2009 - Live in Gierle / Keep Mincing
- 2010 - Cliché / Pressure
- 2011 - Mince Core History 1997-1999
- 2011 - Angry Anthems 1985-2010
- 2015 - The LP's 1989-1993
- 2015 - More Angry Anthems 1985-2015
- 2015 - Mince the Bastards
- 2015 - Living with the Rats
- 2017 - If This Is Gore, What's Meat Then?
- 2019 - Mincemadness Across Chile 2019
- 2020 - Mutilated Regurgitator
- 2020 - Anno 1990 - The Happy Land Fire
- 2020 - Anno 1993 - The Branch Davidians Bloodbath
- 2020 - Anno 1994 - The Order of the Solar Temple Suicides

### EP
- 1990 - Fascination of Mutilation
- 1990 - If This Is Cruel What's Vivisection Then?
- 1991 - Agarchy
- 1993 - Distrust And Abuse
- 1995 - No Use... (Hatred)
- 1996 - Bomb Brussels
- 1996 - Minced Alive
- 1997 - Mince-Mongers in Barna
- 2004 - Gotcha
- 2007 - Proud to Be Out
- 2009 - Minced In Piracicaba, Brazil 1997
- 2010 - Peel Sessions 1997
- 2010 - Semtex 10
- 2010 - Bombing the Shelters of Delémont
- 2011 - Suppose It Was You
- 2011 - Scorn of Mother Earth
- 2012 - 20 Songs 7" EP
- 2013 - From Grey....... to Black
- 2013 - Bastard Breed We Don't Need
- 2013 - Destruir Para Criar
- 2014 - Power-It-Up Flexi Series - Part 7
- 2014 - Living Hell Downfall
- 2014 - It Is What It Is
- 2015 - Untitled
- 2015 - 4 Inch From Hellgium
- 2015 - Smash to Nothingness
- 2015 - Bollocks, Bombs and Butterflies
- 2015 - Lord of Armageddon
- 2016 - Eighteen Track 8-Track Attack
- 2017 - Death to Capitalist Noise Core
- 2017 - Ultra Mince Guaranteed
- 2018 - 25 More Drilling Hits
- 2018 - Relief
- 2018 - 11.11.11 Session
- 2020 - Morally Wrong

## Videografia

### DVD
- 2002 - Superiority Overdose